# Rankwitz
Rankwitz település Németországban, Mecklenburg-Elő-Pomeránia tartományban. Lakosainak száma 531 fő (2023. december 31.).

## Népesség
A település népességének változása:
| Lakosok száma | 581  | 560  | 583  | 551  | 546  | 531  |
|               | 2015 | 2017 | 2019 | 2021 | 2022 | 2023 |